# Pietà (Málta)
Pietà (időnként Tal-Pietà) Málta egyik helyi tanácsa a Marsamxett öböl partján. Lakossága 3853 fő. Két egykori község alkotja, Pietà és Gwardamanġa.

## Története
Az alsó község, Pietà közvetlenül a Nagy ostrom után jött létre a Wied il-Qasab (Nád-völgy) végében. Bár a törökök egyik táborhelye itt állt, és a környéket letarolták, már 1570 körül lakott volt a terület, talán Valletta építése miatt. 1592 és 1594 között a nagy járvány idején nagy temető létesült a közelben, ami fellendítette a községet. 1612-ben kápolna épült a Fájdalmas Szűzanya (olaszul la Pietà) tiszteletére. A következő nagy járvány után azonban csak 1714-ben kezdték újra betelepíteni. Brichelot és Bremond 1718-as térképén Lapieta néven szerepel. 1721-től a vallettai Szent Pál Hajótörése-templom fíliája. A község lassan növekedett. 1865-ben kolera-temető épült, majd 1915-ben még egy az első  világháború halottai számára. Az 1920-as években nagy változást jelentett, hogy a brit kormányzat a közeli Gwardamanġát választotta ki az új kórház helyéül. A Szent Lukács Kórház (St. Luke's Hospital) 1930 és 1937 között épült fel, és munkahely-igényével hozzájárult a községek gyors fellendüléséhez majd összeolvadásához. A domonkos szerzetesek 1953-ban új templom építésébe kezdtek a környék számára. 1968-tól ez a templom is önálló plébánia lett, ezzel létrejöttek a mai tanács határai. 1994-ben Málta 68 helyi tanácsának egyike lett. 2007-től a St. Luke's Hospital szerepét átvette az új Mater Dei Kórház. Itt van 1966 óta a Nemzeti Párt székhelye.

## Önkormányzata
Ötfős helyi tanács irányítja. A jelenlegi, 7. tanács 2013 márciusa óta van hivatalban, 3 munkáspárti és 2 nemzeti párti képviselőből áll.
Polgármesterei:
- Dr. Malcolm Mifsud (1994-2006)
- Santo Attard (2006-2009)
- Dr. Malcolm Mifsud (2009-2013)
- leendő munkáspárti polgármester (2013-)

## Nevezetességei
- Fájdalmas Szűzanya-kápolna
- Fatimai Szűzanya-templom: Málta első "modern" temploma
- Custom House: A krími háború idején épült a Nagy Kikötő raktárainak tehermentesítésére.
- Villa Guardamangia: Lord Mountbatten tulajdonában volt; itt élt 1949 és 1951 között Erzsébet hercegnő, Nagy-Britannia későbbi királynője. Nem látogatható
- Rediffusion House and Television House (1958): a máltai műsorszórás hőskorára emlékeztet

## Sport
Sportegyesületei:
- Boccsa: Pietà Boċċi
- Labdarúgás: Pietà Hotspurs Football Club[3] (alapítva 1912) a BOV First Division tagja

## Közlekedés
Autóval a főváros közelsége miatt jól megközelíthető. A nemzetközi repülőtér néhány percnyire van. 
Autóbuszjáratai (2011. július 3 után):
- 11 (Valletta-Ċirkewwa)
- 12 (Valletta-Buġibba)
- 13 (Valletta-San Ġiljan)
- 21 (Valletta-Mosta)
- 22 (Valletta, körjárat)
- 23 (Valletta-Għajn Tuffieħa/Golden Bay)
- 32 (Valletta, körjárat)
- X1 (expressz, Repülőtér-Ċirkewwa)
- X2 (expressz, Repülőtér-San Ġiljan)
- N13 (éjszakai, San Ġiljan-Valletta)
- N21 (éjszakai, San Ġiljan-Msida)

## Híres szülöttei
- Alfred Sant munkáspárti politikus, 1996-1998 Málta miniszterelnöke (*1948. február 28.)
- Joseph Muscat munkáspárti politikus, 2013 óta Málta miniszterelnöke (*1974. január 22.)
- Michael Mifsud válogatott labdarúgó (*1981. április 7.)
- André Schembri válogatott labdarúgó (*1986. május 27.)